# RNA svět

Rozdíl ve struktuře RNA a DNA

RNA svět je hypotetická představa o jedné z fází vzniku života na Zemi. Reaguje na problematický způsob vzniku živých organismů vzhledem k jejich genetickému kódu. Replikaci současných organismů totiž zajišťuje molekula DNA. Ta předává informaci proteinům (enzymům), ale bez jejich existence a katalýzy sama nemůže vznikat, replikovat se. DNA a proteiny proto mohou při přenosu informace fungovat pouze společně, není možné říci, co se vyvinulo dřív. Přímý vznik živé buňky s takto složitým systémem replikace je ve smyslu moderní vědecké abiogeneze nemyslitelný. Řešení problému se proto hledalo s předpokladem, že dnešnímu životu, kódovanému pomocí DNA, předcházely organismy s jednodušším replikačním systémem. Tento způsob navrhli nezávisle na sobě v 60. letech 20. století Carl Woese, Francis Crick a Leslie Orgel. Přelomem se stal až v 80. letech 20. století objev katalytických funkcí informační molekuly RNA. Systém přenosu informací v prvních živých organismech by tak mohl být založen pouze na RNA, která by v sobě spojovala vlastnosti nukleové kyseliny i proteinů. Termín RNA svět poprvé použil Walter Gilbert v roce 1986.

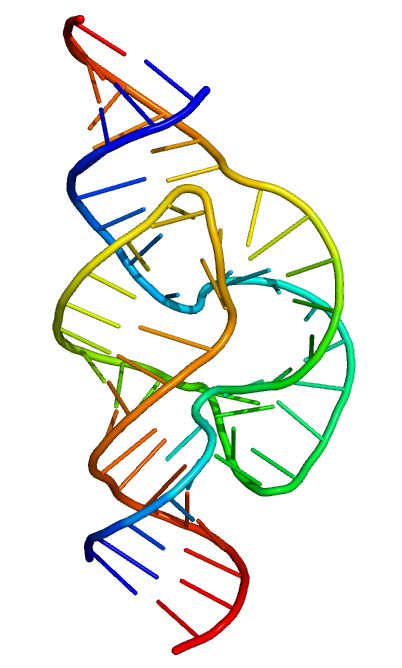
Struktura jednoho ze současných ribozymů, RNA molekul schopných katalýzy; objev takových a dalších podobných RNA molekul rozdmýchal myšlenku RNA světa

Podle teorie RNA světa tvořily první živé systémy na Zemi „nahé“ samoreplikující se molekuly RNA bez membrány. Ribonukleová kyselina zajišťovala současně přenos genetické informace i katalýzu biochemických reakcí. Během dalšího vývoje byla nahrazena dokonalejším systémem DNA a proteinů. RNA poté zůstalo vyhrazeno množství drobných, ale zásadních funkcí. Původní katalytická funkce ribonukleové kyseliny se dodnes zachovala jako ribozymy, které „překládají požadavky DNA proteinům“.

## Sporné otázky
Ačkoliv teorie RNA světa je v současnosti všeobecně uznávaná, přijímaná a hojně rozvíjená, stále má citelné slabiny. K prokázání pravdivosti této hypotézy chybí jakékoliv nálezy prvotních organismů v geologickém záznamu. Mnohé laboratorní experimenty byly úspěšné, odhalily však zatím jen zlomky možných reakcí. Dosud nejsou známé ani žádné organismy, které by mohly v RNA světě fungovat. Tehdejší metabolismus musel být zcela odlišný od současných mechanismů. Stále také panují velké nejasnosti o vzniku molekul RNA v prebiotickém světě. Jejich syntéza by byla v tehdejším prostředí podle současných poznatků velmi komplikovaná.
Doslova Achillovou patou teorie RNA světa je však velmi malá stabilita molekul ribonukleové kyseliny. Existence nechráněných molekul je v prostředí rané Země téměř vyloučená. I kdyby jejich syntéza proběhla, velmi rychle by se opět rozložily, zejména pod vlivem silného ultrafialového záření necloněného ozónem.
Další námitky (byť nemusí být tak podstatné) existují v souvislosti s přechodem mezi RNA a DNA světem. Molekuly kombinující stavební prvky RNA a DNA (ribózu a deoxyribózu) jsou málo stabilní (Phys.org, česky: Osel, Sciencemag).
Dosud se rovněž nepodařilo připravit plně funkční molekulu RNA, která by zvládla svou replikaci - dokázala by sama autokatalyticky složit svou kopii ze základních jednotek RNA (nukleotidů).
I tak je RNA svět zřejmě převládající teorií, pokud jde o popis toho, jak vznikl současný systém s DNA a proteiny. Sporné ovšem je, zda RNA svět existoval v nějak čisté podobě, zda už např. i v něm nehrály proteiny nějakou roli.
Život ale také mohl vznikat už z RNA a DNA. Molekula 2-thiouridin, která je modifikací uridinu z RNA, může přejít fotoredukcí na 2′-deoxy-2-thiouridin. Z něj může v prebiotických podmínkách také vzniknout 2-deoxyribóza a 2′-deoxyadenosin, které jsou základem DNA. Na vývoji se mohla podílet i ANA.

## Pre-RNA svět
Řešení problému vzniku RNA světa se hledá v existenci jednodušších polymerů, které mohly v prebiotickém prostředí snáze vznikat a být stabilní, zároveň však měly podobné schopnosti jako RNA – možnost přenosu informací a autoreplikace. To znamená, že RNA světu předcházel pre-RNA svět. Dosud však není uspokojivě vyřešen charakter takové pre-RNA sloučeniny. V současných organismech po ní není dochovaná žádná jasně patrná stopa a také mechanismus pozdější přeměny pre-RNA světa v RNA svět je velmi nejasný. Podobně problematické je i pozdější převzetí úlohy replikace molekulou DNA.
Nejčastěji se za předchůdce ribonukleové kyseliny považuje peptidová nukleová kyselina (PNA). Možnost vzniku aminokyselin z abiotických sloučenin na rané Zemi byla dostatečně prokázána a z těchto monomerů pak mohly vznikat krátké polymery – peptidy. Právě peptidy jsou rovněž schopné přenášet informaci, ale mohly být na dávné Zemi stabilnější než RNA. Sice nejsou tak efektivní jako RNA a DNA, ale v podmínkách rané Země mohly mít proti současným nukleovým kyselinám nesporné přednosti.
Kromě PNA existují i další alternativy – mezi častěji uvažované molekuly patří threosová nukleová kyselina (TNA) nebo pyranosyl-RNA. Všechny dosud navržené sloučeniny však mají nějaká negativa.